# Alejandro Pozo
Alejandro Pozo Pozo (ur. 22 lutego 1999 w Huévar del Aljarafe) – hiszpański piłkarz występujący na pozycji obrońcy w polskim klubie Jagiellonia Białystok.

## Kariera klubowa
15 lipca 2025 został wypożyczony z hiszpańskiego klubu UD Almería do Jagiellonii Białystok. 18 lipca zadebiutował w Ekstraklasie w przegranym 0:4 domowym meczu z Bruk-Bet Termalicą Nieciecza. Pojawił się na boisku w 61. minucie, zastępując Loukę Pripa. Stał się tym samym pierwszym reprezentantem Hiszpanii w lidze polskiej, a 104. Hiszpanem ogółem. Pierwszą bramkę w barwach Jagiellonii zdobył 10 sierpnia 2025 w wygranym 5:2 meczu z Cracovią.

## Kariera reprezentacyjna
W 2021 roku z powodu wykrycia u Sergio Busquetsa choroby COVID-19, poddano kwarantannie całą reprezentację Hiszpanii, która przygotowywała się do meczu towarzyskiego z Litwą. W ich miejsce zdecydowano się wystawić kadrę U-21. W rozegranym 8 czerwca 2021 spotkaniu Pozo wszedł na boisko w 46. minucie, zastępując Óscara Gila, a Hiszpania wygrała 4:0.

## Życie prywatne
Jest bratankiem Rafy Pozo, piłkarza m.in. Sevilli FC, Recreativo Huelva czy Málagi CF.

## Statystyki kariery
Klubowe
Aktualne na dzień 22 lipca 2025
| Klub                         | Sezon             | Liga              | Liga | Liga | Puchar kraju | Puchar kraju | Europa | Europa | Inne | Inne | Razem | Razem |
| Klub                         | Sezon             | Liga              | M.   | Br.  | M.           | Br.          | M.     | Br.    | M.   | Br.  | M.    | Br.   |
| ---------------------------- | ----------------- | ----------------- | ---- | ---- | ------------ | ------------ | ------ | ------ | ---- | ---- | ----- | ----- |
| Sevilla Atlético             | 2016/2017         | Segunda División  | 34   | 3    | —            | —            | —      | —      | —    | —    | 34    | 3     |
| Sevilla Atlético             | 2017/2018         | Segunda División  | 36   | 2    | —            | —            | —      | —      | —    | —    | 36    | 2     |
| Sevilla Atlético             | Ogółem            | Ogółem            | 70   | 5    | 0            | 0            | 0      | 0      | 0    | 0    | 70    | 5     |
| Sevilla FC                   | 2019/2020         | Primera División  | 3    | 0    | 1            | 0            | 6      | 0      | —    | —    | 10    | 0     |
| Granada CF (wyp.)            | 2018/2019         | Segunda División  | 30   | 4    | 1            | 0            | —      | —      | —    | —    | 31    | 4     |
| Sevilla FC                   | 2019/2020         | Primera División  | 3    | 0    | 1            | 0            | 6      | 0      | —    | —    | 10    | 0     |
| RCD Mallorca (wyp.)          | 2019/2020         | Primera División  | 19   | 1    | 1            | 0            | —      | —      | —    | —    | 20    | 1     |
| SD Eibar (wyp.)              | 2020/2021         | Primera División  | 30   | 0    | 2            | 0            | —      | —      | —    | —    | 32    | 0     |
| UD Almería (wyp.)            | 2021/2022         | Segunda División  | 39   | 3    | 1            | 0            | —      | —      | —    | —    | 40    | 3     |
| UD Almería                   | 2022/2023         | Primera División  | 30   | 0    | 1            | 0            | —      | —      | —    | —    | 31    | 0     |
| UD Almería                   | 2023/2024         | Primera División  | 21   | 0    | 2            | 0            | —      | —      | —    | —    | 23    | 0     |
| UD Almería                   | 2024/2025         | Segunda División  | 30   | 2    | 4            | 0            | —      | —      | 2    | 0    | 36    | 2     |
| UD Almería                   | Ogółem            | Ogółem            | 81   | 2    | 7            | 0            | 0      | 0      | 2    | 0    | 90    | 2     |
| Jagiellonia Białystok (wyp.) | 2025/2026         | Ekstraklasa       | 1    | 0    | 0            | 0            | 0      | 0      | 0    | 0    | 1     | 0     |
| Ogółem w karierze            | Ogółem w karierze | Ogółem w karierze | 276  | 15   | 14           | 0            | 12     | 0      | 2    | 0    | 304   | 15    |

## Sukcesy
Sevilla FC
- Liga Europy UEFA: 2019/20